# Grégoire Defrel
André Grégoire Defrel (Meudon, 1991. június 17. –) francia labdarúgó, aki jelenleg az AS Roma játékosa.

## Pályafutása

### Parma
Defrel 2009-ben csatlakozott a Parmába, és 2011. május 22-én 19 éves korában debütált a klubban, a 2010–11-es Serie A-ban,a Cagliari ellen

### Cesena
2012 júniusában a Cesena és Parma készpénz nélküli játékos cserecserét hajtott végre, amelyben Defrel (1,2 millió euró) és Gianluca Lapadula (1,4 millió euró) Cesenára , Andrea Rossini (1,6 millió euró) és Nicola Del Pivo (1,0 euró) millió) Parmába ment. Mindkét klub megtartotta az 50% -os regisztrációs jogot. 2013 júniusában és 2014 júniusában megújították a Defrel társtulajdonát. Annak ellenére, hogy a Parma csődbe ment, és 2015. június 25-én nem talált új vásárlót, a Cesena 51 000 eurós ajánlatot nyújtott be a Lega Serie A-hez a társtulajdon megoldására a Cesena javára, annak ellenére, hogy a klubnak ezt nem kellett volna megtennie.

### Sassuolo
2015. augusztus 5-én Sassuolo bejelentette, hogy nyilvánosságra nem hozott díj ellenében aláírták a Cesenából távozó Defrel-t. A 92-es mezszámot kapta.

### Roma
2017 Július 20-án Defrel újra csatlakozott egykori menedzsere Eusebio Di Francesco a Romához 5 millió € hiteldíj, azzal a kötelezettséggel, hogy az átadás állandó további 15 millió € (plusz 3 millió € bónuszokat) Amennyiben egyes sport- a célok teljesülnek. Ugyanakkor a Sassuolo az üzlet részeként aláírta a roma ifjúsági termékeket, Davide Frattesi és Riccardo Marchizza , összesen 8 millió euróért.

### Sampdoria
2018. július 27-én Defrel csatlakozott a Sampdoria-hoz szezonon át tartó kölcsönben azzal a lehetőséggel, hogy Rómától vásároljon.

## Sikerei, díjai
- AC Cesena
  - Serie B osztályzó győztese: 2013–14

## Fordítás
- Ez a szócikk részben vagy egészben  a   Grégoire Defrel című angol Wikipédia-szócikk ezen változatának fordításán alapul.  Az eredeti cikk szerkesztőit annak laptörténete sorolja fel. Ez a jelzés csupán a megfogalmazás eredetét és a szerzői jogokat jelzi, nem szolgál a cikkben szereplő információk forrásmegjelöléseként.